# 2025年4月

## 4月1日
- 丹尼斯·布朗澤提（英语：Denise Bronzetti）與伊塔洛·利吉（英语：Italo Righi）就任聖馬利諾元首。[1]
- 中国人民解放军东部战区组织陆海空火等兵力于台湾岛周边开展一连两天的海峡雷霆-2025A联合演训[2][3]。
- 马来西亚雪蘭莪马来西亚国家石油旗下的一条天然气管道发生爆炸事故，造成至少145人受伤。[4]

## 4月2日
- 美国总统特朗普簽署行政命令，宣布对全球100多个国家加征对等关税[5]。
- 为接待被國際刑事法庭通緝的以色列總理內塔尼亞胡來訪，匈牙利宣佈退出该法庭。[6]
- 巴德拉·贡巴就任阿布哈茲總統。[7]

## 4月3日
- 美國國家安全局長提摩西·豪（英语：Timothy D. Haugh）被解職。[8]
- 巴德拉·貢巴任命弗拉基米爾·德爾巴（英语：Vladimir Delba）為阿布哈茲總理。[9]

## 4月4日
- 韩国宪法法院通过弹劾案，罢免总统尹锡悦[10]。
- 中國宣佈從4月10日起對美國商品加徵34%關稅。[11]
- 格魯吉亞阿扎爾自治共和國政府主席托爾尼克·利治瓦澤（英语：Tornike Rizhvadze）宣佈辭職。[12]
- 美國馬里蘭聯邦地區法院法官保拉·希尼斯（英语：Paula Xinis）裁定，美國政府遣返薩爾瓦多公民基爾馬·阿布雷戈·加西亞違法，下令政府須將他接回美國[13]。
- 在美國總統當勞·特朗普宣佈實施「解放日關稅」後48小時內，道瓊斯工業平均指數急挫4000點，創下歷來首次連續兩日單日跌幅超過1500點的紀錄，正式陷入熊市[14]。

## 4月5日
- 美國全國爆發反美國總統當勞·特朗普和總統高級顧問伊隆·馬斯克的抗議，是其第二次總統任期內最大規模的全國性示威行動[15]。
- 伊朗總統馬蘇德·佩澤希齊揚解除在諾魯茲節期間前往南極旅遊的副總統沙赫拉姆·達比利（英语：Shahram Dabiri Oskuei）職務。[16]

## 4月6日
- 塞爾維亞總統亞歷山大·武契奇任命朱羅·馬楚特（英语：Đuro Macut）為塞爾維亞總理。[17]

## 4月7日
- 烏克蘭總統弗拉基米爾·澤連斯基確認烏克蘭武裝部隊正在俄羅斯別爾哥羅德州境內開展軍事行動[18]。

## 4月8日
- 美國第二輪關稅措施正式生效，當中包括針對不同國家的進口貨品徵收特定關稅，其中對中華人民共和國進口貨品徵收104%的關稅[19]。
- 乌克兰总统弗拉基米尔·泽连斯基表示两名为俄罗斯军队作战的中华人民共和国公民張仁波和王廣軍在顿涅茨克地区被乌克兰军队俘虏，而且有证据表明，还有更多的中国公民正在与俄罗斯军队一同作战[20]。
- 剛果民主共和國完成實現國家統一政府的政治協商。[21]
- 韩国代理总统韩悳洙正式任命共同民主党提名的马恩赫为宪法法院法官，另外提名法制处处长李完揆、首尔高等法院法官咸尚勋为宪法法院法官，以接替即将卸任的文炯培和李美善[22]。这是韩国宪政史上代理总统第一次提名总统份额的宪法法院法官。
- 李在明辭去共同民主黨黨首職務，以便參選韓國總統。[23]
- 多明尼加共和國首都聖多明哥的Jet Set夜店屋頂垮塌，造成超過200人死亡。[24]

## 4月9日
- 中華人民共和國國務院關稅稅則委員會為反制美國第二輪關稅措施，宣佈從4月10日起，對美國加徵50%關稅，進口貨品徵收的關稅由34%提高至84%[25]。
- 歐盟為反制美國第二輪關稅措施，對美國進口貨品徵收25%關稅[26]。
- 美國總統當勞·特朗普決定對部分國家暫緩徵收特定關稅90天，但由於「中國對世界市場缺乏尊重」，向中華人民共和國進口貨品徵收的關稅由104%提高至145%[27]。
- 德國基民盟/基社盟與社民黨達成聯合政府協議。[28]

## 4月10日
- 歐盟宣佈暫緩對美國產品徵收關稅90天，以回應美國總統當勞·特朗普對部分國家暫緩徵收特定關稅90天[29]。
- 列支敦士登國會選出布里吉特·哈斯為列支敦士登總理。[30]
- 大韩民国宣布与叙利亚建交；韩国由此与除朝鲜民主主义人民共和国以外所有联合国成员国建立双边外交关系。[31]
- 一架貝爾206直升機在美國新澤西州澤西市對開的哈德遜河墜毀，造成機上6人死亡[32][33]。
- 被俄羅斯指控叛國罪的俄裔美國芭蕾舞者克謝尼婭·卡列林娜在美俄換囚行動中獲釋[34]。

## 4月11日
- 中華人民共和國繼續反制美國第二輪關稅措施，對美國進口貨品徵收的關稅由84%提高至125%[35]。

## 4月12日
- 加彭舉行2025年加彭總統選舉（英语：2025 Gabonese presidential election），布里斯·奥利吉·恩圭马以絕對優勢獲勝。[36]

## 4月13日
- 在2025年厄瓜多尔总统选举第二轮投票中，现任总统丹尼尔·诺沃亚获胜。[37]
- 俄羅斯2枚攜帶集束彈藥的伊斯坎德爾-M彈道飛彈襲擊烏克蘭蘇梅市中心，造成至少34人死亡，117人受傷，其中15人是兒童。[38][39][40]此地在同一天在庆祝棕枝主日，同时举行乌军第117独立国土防卫旅军人的有关表彰活动。[41]
- 曾获得2010年诺贝尔文学奖的秘鲁作家马里奥·巴尔加斯·略萨在利马的家中去世。[42]

## 4月14日
- 越南共產黨中央委員會通過併省決議，將把現在超過60個省和直轄市合併為28個省與6個直轄市。[43]
- 匈牙利國會通過修憲，將限制LGBT相關活動以及多重國籍人士的權利。[44]

## 4月15日
- 新加坡总统尚达曼宣布解散国会，並宣布於2025年5月3日为大选投票日。[45][46]
- 蘇丹快速支援部隊宣佈成立獨立的和平統一政府（英语：Government of Peace and Unity）。[47]
- 因新一屆科索沃議會開會，科索沃總理阿爾賓·庫提暫辭。[48]
- 俄羅斯庫爾斯克州前州長阿列克謝·斯米爾諾夫等人因涉嫌詐騙被捕。[49]
- 秘魯前總統奧良塔·烏馬拉夫妻因涉嫌洗錢被判囚15年。[50]

## 4月16日
- 英國最高法院一致裁定，《2010年平等法案》中所指的「男性」、「女性」及「性別」一詞，向來都被理解為指「生物性別」，而非性別認同或社會性別[51]。
- 韩国宪法法院九名法官一致裁定暂停代总统提名宪法法官候选人的效力[52]。
- 科學家首次在南大西洋海底拍攝到南極中爪鱿幼體活動影像。[53]

## 4月17日
- 中國最高人民檢察院宣佈已對前農業農村部部長唐仁健提起公訴。[54]
- 美國佛羅里達州塔拉哈西佛羅里達州立大學發生大規模槍擊案，造成2人死亡，7人受傷，傷者包括疑兇[55]。

## 4月18日
- 烏克蘭總統澤連斯基表示掌握中國公司向俄羅斯軍隊提供火炮和火藥的證據，相關中國實體正在俄羅斯領土制造武器，烏克蘭政府隨後公布新一份受制裁實體名單上包括三家中國公司[56]。

## 4月20日
- 露西号太空探测器飛越小行星52246[57]。

## 4月21日
- 教皇方济各在梵蒂冈城圣玛尔大之家寓所去世，享寿88岁[58]。

## 4月22日
- 美國商務部宣佈計劃對柬埔寨、泰國、馬來西亞和越南進口的太陽能板徵收3521%的關稅，以防止中華人民共和國利用轉口向美國市場傾銷不公平廉價產品[59]。
- 隶属巴基斯坦虔诚军和真主圣战者的武装组织“抵抗阵线”成员在查谟和克什米尔地区拜萨兰山谷开枪袭击游客，造成至少28人死亡，20多人受伤[60]。

## 4月24日
- 韓國檢方以涉嫌易斯達航空受賄案起訴前總統文在寅。[61]
- 法國盧瓦爾-大西洋省南特的私立聖母萬助高中發生大規模持刀襲擊事件，造成1死3傷[62]。

## 4月25日
- 俄羅斯聯邦武裝力量總參謀部作戰總局副局長雅羅斯拉夫·莫斯卡利克中將在俄羅斯莫斯科州巴拉希哈的汽車炸彈襲擊中遇刺身亡[63]。
- 由于帕哈尔加姆袭击，巴印在巴控克什米尔杰赫勒姆谷地边境附近发生小规模交火[64]。
- 美國威斯康辛州巡迴法院（英语：Wisconsin circuit courts）法官漢娜·杜根因涉嫌幫助一名非法移民逃避逮捕而被美國聯邦執法部門以妨礙司法罪逮捕[65]。
- 美國前眾議員喬治·桑托斯獲刑87個月。[66]

## 4月26日
- 伊朗阿巴斯港發生大規模爆炸事故，造成至少25人死亡，超过700人受傷。[67][68]
- 加拿大溫哥華在舉行「拉普拉普日」活動期間發生汽車衝撞人群事故，造成至少11人死亡[69]。

## 4月27日
- 利物浦在主场5-1大胜托特纳姆热刺，提前4轮夺得英超冠军。[70]
- 電影《九龍城寨之圍城》在第43屆香港電影金像獎獲得最多獎項，其中包括最佳電影獎[71]。

## 4月28日
- 加拿大舉行2025年加拿大聯邦大選，馬克·卡尼領導的自由黨勝出。[72]
- 特立尼達與多巴哥舉行2025年特立尼達與多巴哥議會下院選舉（英语：2025 Trinidad and Tobago general election），在野黨聯合民族大會取勝。[73]
- 朝鮮勞動黨中央軍事委員會發布消息，證實朝鮮勞動黨總書記金正恩以戰況符合啟動《俄朝全面戰略夥伴關係條約》第四條規定的條件為由，決定派遣朝鮮人民軍支援俄羅斯入侵烏克蘭，並強調參戰部隊為俄羅斯作出了重要貢獻[74]。
- 欧洲南部发生大规模停电事件，波及西班牙、葡萄牙以及法国南部地区。[75]
- 中華人民共和國天津市天津醫院發生無差別持刀襲擊事件，至少6人傷亡[76]。

## 4月29日
- 中国辽宁省辽阳市一家饭店发生火灾，造成22人死亡、3人受伤。[77]

## 4月30日
- 開曼群島舉行2025年開曼群島議會選舉（英语：2025 Caymanian general election），人民進步運動（英语：People's Progressive Movement (Cayman Islands)）為最大黨但未過半。[78]
- 韩国检方本日对前总统尹锡悦在瑞草洞的私宅进行搜查取证。[79]
- 以色列及其佔領的約旦河西岸地區出現大規模野火[80]。
- 乌克兰与美国正式签署礦產資源協議[81]。